# Lindenstraße 6 (Magdeburg)

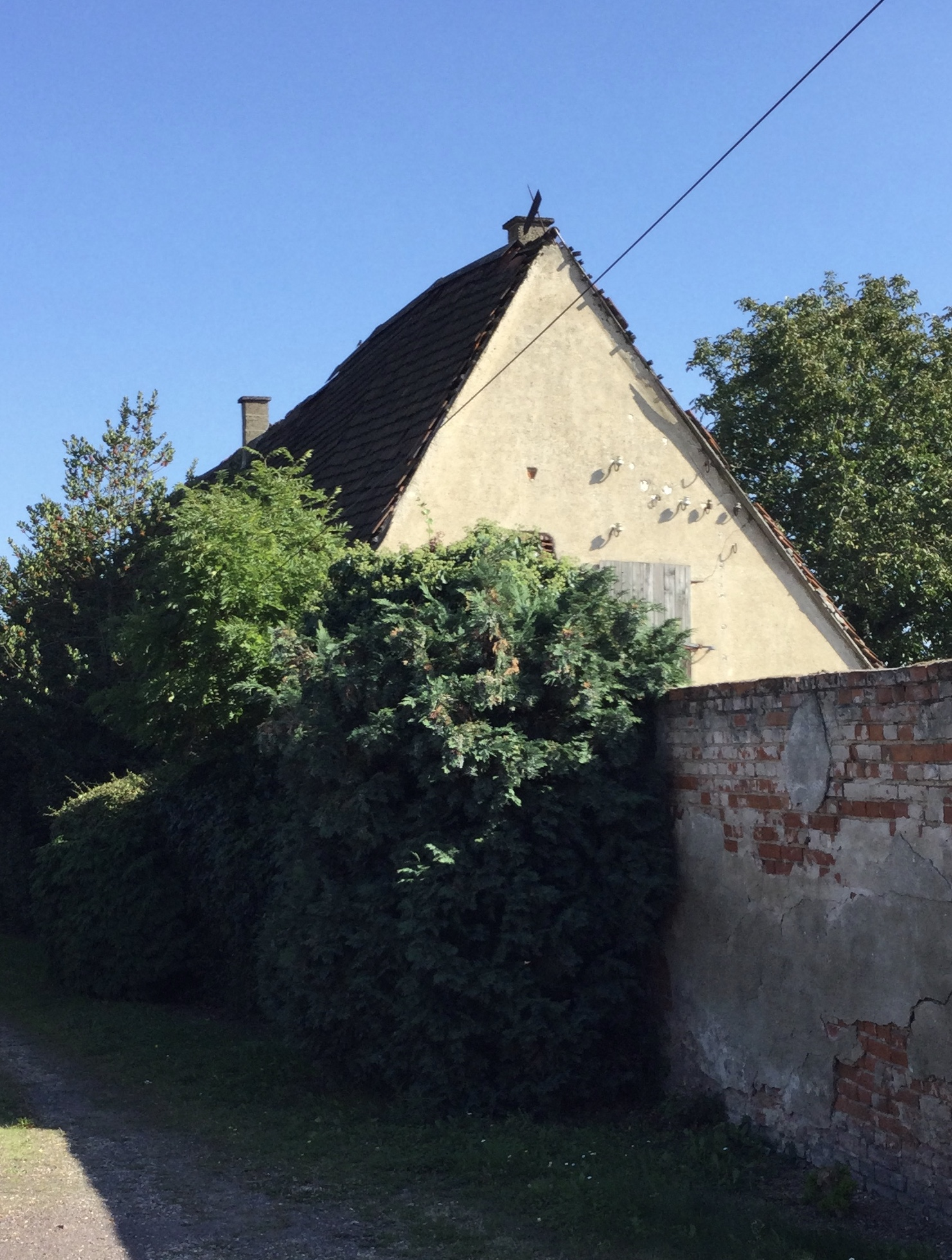
Lindenstraße 6, Blick von Westen, 2021

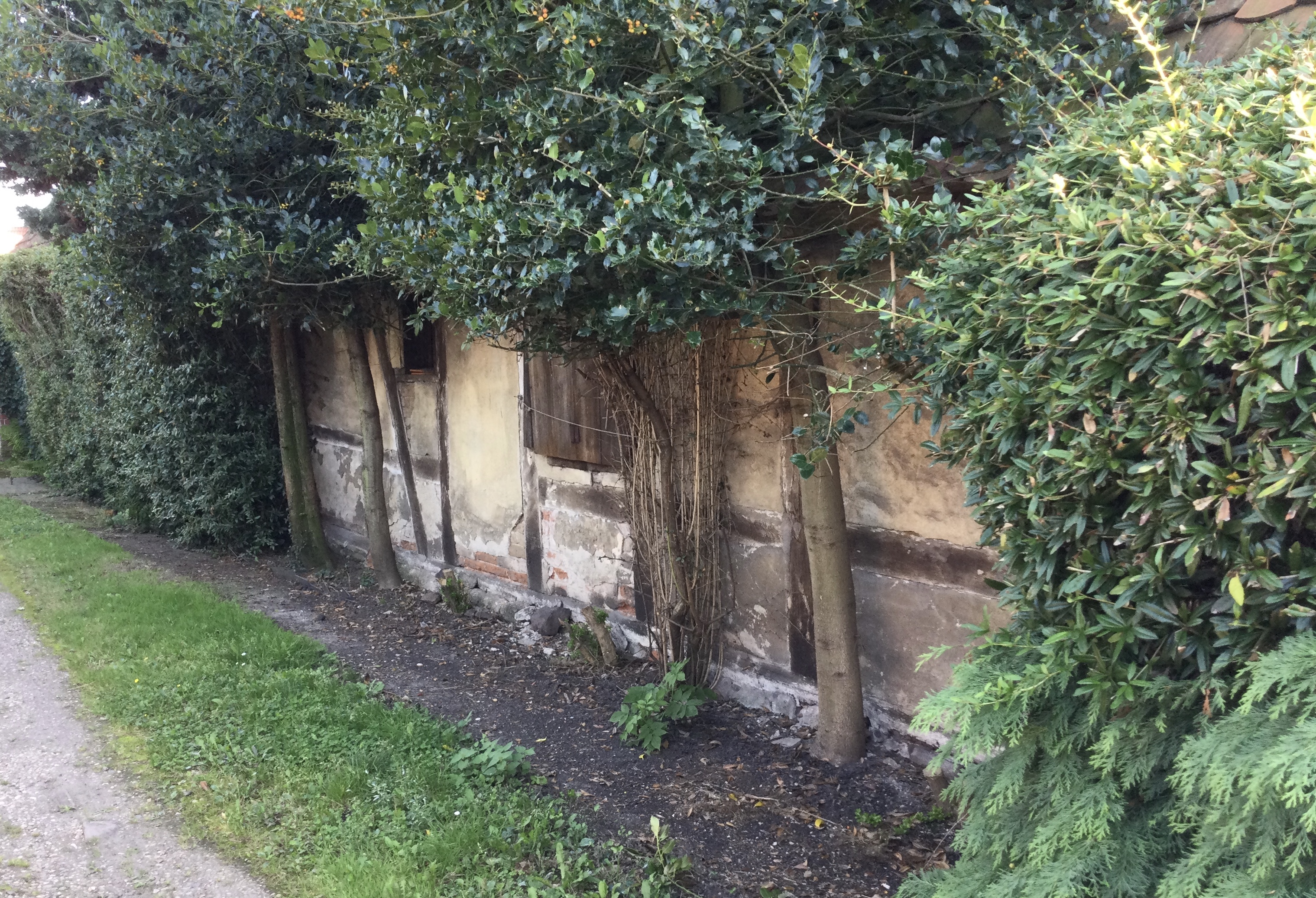
Fachwerkwand an der Nordseite

Das Gebäude Lindenstraße 6 ist ein denkmalgeschütztes Gutsarbeiterhaus in Magdeburg in Sachsen-Anhalt.

## Lage
Das Haus befindet sich südöstlich der Straße Großer Hof im Magdeburger Stadtteil Rothensee. Es liegt auf der Rückseite am nördlichen Ende des Grundstücks Lindenstraße 6.

## Architektur und Geschichte
Das eingeschossige Fachwerkhaus entstand spätestens im 18. Jahrhundert. Es ist nach dem Wohnturm des Turmhofes das zweitälteste erhaltene Wohngebäude Rothensees und gehörte zur auf das Mittelalter zurückgehenden Hofanlage Großer Hof, der neben dem Turmhof als zweiter Freihof in Rothensee bestand. Seit Abriss des Gutshauses des Großen Hofs in den 1980er Jahren, ist das Gutsarbeiterhaus das letzte erhaltene historische Element der Anlage.
Das langgestreckte Gutsarbeiterhaus wurde für Tagelöhner oder sonstige Arbeiter des Guts als schlichtes Wohnstallhaus gebaut. Die Fensteröffnungen sind klein, Fenster und Läden zum Teil noch bauzeitlich erhalten. Bedeckt ist das Gebäude von einem hohen steilen, tief herabreichenden Satteldach. 
Im örtlichen Denkmalverzeichnis ist das Gutsarbeiterhaus unter der Erfassungsnummer 094 70339 als Baudenkmal verzeichnet.
Aufgrund des weitgehend originalen Erhaltungszustandes gilt es als Beispiels entsprechender dörflicher Wohnbebauung der Region Magdeburg.